# 민족사학
민족사학(民族史學)에는 두 가지 의미가 있다. 첫째, 일제강점기 한민족의 우수성과 자율 주체적인 발전을 강조하고 민족사의 기원을 밝힌 국사학의 한 이념을 말한다. 역사관으로서의 성격과 함께 재야사학과 연결되는 경향이 있다. 이는 근대적인 국민(nation) 개념에 입각한 역사관으로 단재 신채호 이래 독립운동기의 학자들과 20세기 중반 군사정권의 조국근대화 시기에 국민만들기(nation-building)에 동원된 학자들로 양분할 수 있다.
두 번째로는 ethnohistory에 대한 번역술어로서 이는 독일 민족학(ethnology)과 독일 역사학이 결합하여 탄생한 분야로 미국의 역사인류학과 유사하다. ethnohistory가 집단의 특수성에 주목한다면 역사인류학은 개인의 기억과 내러티브에 더 비중을 둔다. 최근에는 ethnohistory를 종족사학으로도 번역한다.  한국에서는 민족사학을 말할 때 일반적으로 전자의 의미로 사용된다.

## 개요
한국사를 태생에서부터 고대 중국의 식민지배에서 출발했다는 관점에 보는 식민사학을 일제가 강조하였을때, 민족사학자들이 내세운 사학으로, 그 바탕은 실학자에게서부터 시작한다.
초기의 민족사학은 위대한 왕과 용맹한 장수 등의 영웅으로 역사가 발전하였다는 전근대적인 경향을 지니고 있었으나, 사학자 박은식의 근대 이후 일제의 침략과정을 서술한 《한국통사》와 독립운동 사서인 《한국독립운동지혈사》으로써 민족사학을 정립하였다.
독립운동을 직접 전개하기도 하였던 신채호는 《조선사연구초》, 《조선상고사》 등을 펴냄으로써 '고구려를 비롯한 고대국가에는 민족적 패기가 있었으나 중세로 오면서 사대주의가 깊어졌다'고 하는 혁명적 역사관을 내세웠다. 신채호는 묘청의 서경천도운동을 '조선역사 1천년래 제1대사건'이라 평가하였다.
박은식, 신채호를 통해 정립된 민족사학은 정인보, 장도빈, 안재홍, 문일평 등에 의해 계승되어 식민사관에 맞섰다.

## 같이 보기
- 식민사관
- 대륙사관
- 환단고기
- 단기고사
- 위서
- 한국의 역사
- 실증사관
- 이병도
- 장도빈
- 신채호
- 박은식

## 참고 문헌 및 링크
- 류시현, 반식민사학론의 발전 - 「항일문화운동의 전개」, 2006[깨진 링크(과거 내용 찾기)]
- '민족사학', 《브래태니커백과》
- '민족주의사학', 《한국민족문화대백과》